# 도사동
도사동(道沙洞)은 대한민국 전라남도 순천시의 동이다.

## 개요
도사동은 본래 순천군 도리면, 하사면, 해촌면, 장평면 지역으로서 1914년 일제의 행정구역 개편에 따라 도리면의 교항리, 양률리와 하사면의 대룡리 각 일부를 병합 교량리라하고 도리면의 금성리, 내동리, 홍두리, 교항리와 해촌면의 풍덕리, 마산리 각 일부를 병합 홍내리, 도리면의 오림리, 오산리, 통천리, 덕흥리와 장평면의 하평리 각 일부를 병합 오천리, 도리면의 선암리, 월곡리, 덕흥리, 지정리, 교곡리, 호현리 각 일부를 병합 덕월리, 하사면의 부흥리,야동리,신대리와 도리면의 양률리 일부를 병합 야흥리, 하사면의 인덕리,월평리,조례리 일부를 병합 인월리,하사면의 수동리,하흥리,안지리,간동리,신풍리,하내리 일부를 병합 안풍리, 하사면의 대대리, 하내리와 도리면의 교항리 각 일부를 병합 하대리,하사면의 오룡리,대동리, 연화리,무평리,도리면의 교항리 일부를 병합 대룡리라 하여 각각 도사면에 편입되었다.

## 연혁[1]
- 1914년 4월 1일 순천군 도사면으로 칭함

| 조선총독부령 제111호 |             |                                        |
| 구 행정구역          | 신 행정구역 | 신 행정구역                            |
| 순천군 하사면        | 도사면      | 대룡리, 안풍리, 야흥리, 인월리, 하대리 |
| 순천군 도리면        | 도사면      | 교량리, 덕월리, 오천리, 홍내리         |
- 1949년 8월 15일 지방자치제 시행에 따라 순천부가 순천시로 바뀌고 동제 실시에 따라 순천시 교량동, 대룡동, 홍내동, 덕월동, 오천동, 야흥동, 인월동, 안풍동, 대대동으로 운영
- 1964년 1월 7일 순천시의 33개동을 16개 행정동으로 조정하면서 대평동, 덕흥동, 인안동이라 칭함
- 1998년 10월 12일 행정구역조정에 따라 대평동, 덕흥동, 인안동을 통폐합 도사동이 되어 현재에 이르고 있다.

## 행정 구역
- 교량동(橋良洞)
- 대룡동(大龍洞)
- 홍내동(鴻內洞)
- 덕월동(德月洞)
- 오천동(五泉洞)
- 야흥동(也興洞)
- 인월동(仁月洞)
- 안풍동(安豊洞)
- 대대동(大垈洞)

## 교육
- 순천도사초등학교
- 순천인안초등학교
- 순천효천고등학교
- 순천청암고등학교
- 순천제일대학교
- 청암대학교

## 아파트
| 단지명                      | 건설사                  | 시행사           | 주소                | 입주        | 비고     |
| --------------------------- | ----------------------- | ---------------- | ------------------- | ----------- | -------- |
| 오천지구 부영               | ㈜부영주택              | ㈜부영주택       | 오천7길 12 (오천동) | 2017년 12월 | 민간임대 |
| 오천 골드클래스             | 보광종합건설㈜          | ㈜골드디움       | 오천4길 21 (오천동) | 2016년 4월  | 민간임대 |
| 오천 진아리채 파크원        | 아이리스건설㈜          | ㈜진아건설       | 오천1길 20 (오천동) | 2017년 3월  |          |
| 오천 영무예다음             | ㈜영무건영              | ㈜영무건설       | 오천4길 39 (오천동) | 2017년 12월 | 민간임대 |
| 대광로제비앙 지에이그린웰   | 대광건영㈜ ㈜지에이건설 | ㈜디케이개발     | 오천7길 29 (오천동) | 2015년 12월 | 민간임대 |
| 오천에코신도시 호반베르디움 | 호반건설                | ㈜호반베르디움   | 오천8길 15 (오천동) | 2015년 6월  |          |
| 오천 호반베르디움 그린파크  | 호반건설                | ㈜티에스자산개발 | 오천7길 11 (오천동) | 2017년 12월 |          |